# D.A.D.P.G.S.
D.A.D.P.G.S. (subtitel Live in het theater) is een live-album van Rowwen Hèze. Het werd op 10 november 2003 door V2 Records uitgebracht als gecombineerde cd en dvd. Het album bevat een live-registratie van de kort daarvoor afgeronde theatertournee van de band, genaamd D.A.D.P.G.S.
De tournee begon op 18 november 2001 in de Maaspoort te Venlo en bleek zo succesvol dat een reprise werd georganiseerd. Terwijl de tour aanvankelijk begin 2002 zou eindigen, kwam deze uiteindelijk pas definitief tot een einde in februari 2003. Op 24 februari 2003 werden de opnames voor zowel dvd als cd gemaakt in de Oranjerie te Roermond. Tijdens de show zien de toeschouwers en dvd-kijkers de band eerst in hun "oefenhok" waar de leden experimenteren met nieuwe liedjes en stijlen. Na de pauze is het podium omgebouwd tot "feesttent", zodat (volgens zanger Jack Poels) mensen die niet van bier-gooiende massa's houden toch ook eens de sfeer van zo'n tent kunnen proeven.
De betekenis van de afkorting D.A.D.P.G.S. komt ook aan het licht tijdens de show. Daar waar fans eerst in het duister werden gelaten en de band zelf mogelijkheden als De aardappel-dagprijs gaat stijgen, De avond dat Poels ging stappen en Daar achter die paal gaan staan aandroeg, bleek de afkorting uiteindelijk (net als in de titel van het gelijknamige nummer) voor Drinken als de pis giet stinken te staan.
De dvd/cd D.A.D.P.G.S. vormt een tweeluik met de cd/dvd Live in America. Samen bieden ze een overzicht van de twee gezichten van Rowwen Hèze live: feestvieren in de tent en kalmte in het theater.

## Tracklist

### Dvd
1. Hey Joe
2. Dichtbeej
3. Wandele
4. Zondag in 't zuiden
5. D'n harde weg
6. Vur de kerk op 't plein (1)
7. Vlinder
8. Helenaveen
9. De neus umhoeg
10. D.A.D.P.G.S.
11. Dansen
12. Probleme
13. Blieve Loepe
14. Vur de kerk op 't plein (2)
15. Eiland in de reagen
16. Ik wer alt
17. Limburg
18. Bestel mar

### Cd
1. Dansen
2. Wandele
3. Dichtbeej
4. Zondag in 't zuiden
5. D'n harde weg
6. Vlinder
7. Helenaveen
8. D.A.D.P.G.S.
9. Blieve Loepe
10. Eiland in de reagen
11. Vur de kerk op 't plein
12. Ik wer alt
13. Limburg